# 迪内什·古纳瓦德纳
迪内什·钱德拉·鲁帕辛哈·古纳瓦德纳 （1949年3月2日—），斯里蘭卡政治人物，曾任斯里兰卡总理、内阁部长、斯里蘭卡議會议员、斯里蘭卡議會政府领袖，1983年至今任人民联合阵线主席。

## 早年经历
古纳瓦德纳出生于1949年3月2日，父亲是托洛茨基主义政党兰卡平等社会党创始人之一、“斯里兰卡社会主义之父”菲利普·古纳瓦德纳，母亲是锡兰议会议员库苏玛西里·古纳瓦德纳（本姓阿马拉-辛哈）。迪内什就读于科伦坡皇家小学及科伦坡皇家学院，大学在荷兰奈耶诺德大学获工商管理学位，后获美国俄勒冈大学国际商务系工商管理學學士，在校期间积极参与反越南战争抗议活动。
妻子拉玛尼·瓦萨拉·科特拉维拉（Ramani Wathsala Kotelawela），育有一子亚达米尼、一女桑卡帕里（Sankapali）。拉玛尼1980年中因肝炎去世，此前从未确诊。

## 职业生涯
古纳瓦德纳大学毕业后在纽约工作，1972年因父亲去世回国，1973年8月获任命为人民联合前线中央委员会委员，1974年升任总书记。1977年议会选举期间征战阿维萨韦拉选区，但遗憾落选。1983年补选出战马哈拉格玛选区，最终进入斯里兰卡议会。1989年在科伦坡选区成功竞逐连任，1994年再度竞逐连任，结果整个党没有获得议席。
2000年8月7日，人民联合前线加入人民联盟。2000年代表人民联盟征战科伦坡选区，最终二进宫，并获任命为交通部长，后加任环境部长；次年成功连任。2004年1月20日，斯里兰卡自由党和人民解放阵线加入统一人民自由联盟，人民联合前线于同年2月2日加入统一联盟。2004年议会选举，迪内什代表统一联盟出战科伦坡选区，继续入选议会，获任命为城市发展与供水部长及副教育部长。2007年1月随内阁职务变化改任城市发展和圣地发展部长，副教育部长则被免。2008年6月任执政党党鞭。
2010年议会选举继续当选，获任命给排水部长。2015年总统选举后丧失内阁职务，同年议会选举继续当选。2017年3月因扰乱议事程序被暂停职务一周。
2022年7月22日，迪内什获任命为新一任斯里兰卡总理，接任当选总统的拉尼尔·维克拉马辛哈。两人是昔日的同窗好友。
2024年9月23日，斯里蘭卡新總統選出後，古纳瓦德纳宣布不再擔任总理。

## 延伸阅读
- D P Satish. . News18. 2020-01-06  [2022-07-22]. （原始内容存档于2021-10-30）.